# Sakété II
Sakété II ist ein Arrondissement im Departement Plateau im westafrikanischen Staat Benin. Es ist eine Verwaltungseinheit, die der Gerichtsbarkeit der Kommune Sakété untersteht.

## Demografie und Verwaltung
Gemäß der Volkszählung 2013 des beninischen Statistikamtes INSAE hatte das Arrondissement 12.777 Einwohner, davon waren 5990 männlich und 6787 weiblich.
Von den 80 Dörfern und Quartieren der Kommune Sakété entfallen elf auf Sakété II:
1. Agonsa
2. Dèguè
3. Gbozounmon
4. Hounmè
5. Igbo-Akpa
6. Issalè Eko
7. Ita Gbokou
8. Odanrégoun
9. Waï
10. Yogou Tohou
11. Zimon